# 佩德羅·努尼奧·科隆·德·葡萄牙
佩德羅·努尼奧·科隆·德·葡萄牙（Pedro Nuño Colón de Portugal，1628年12月13日—1673年12月8日），第六代維拉瓜公爵，是著名航海家克里斯多福·哥倫布的直系後代，出生於西班牙馬德里。

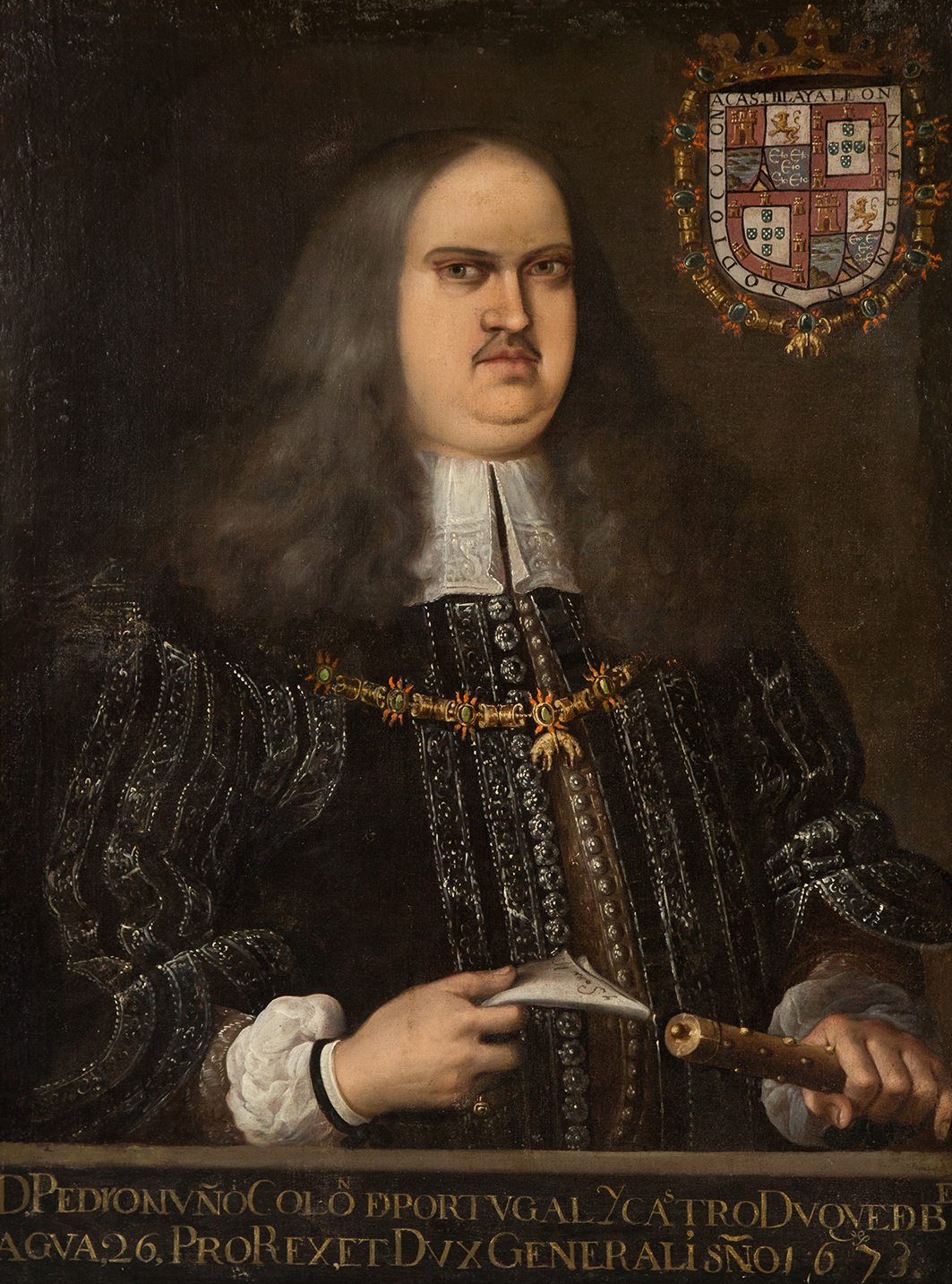
佩德羅·努尼奧·科隆·德·葡萄牙

1673年，科隆·德·葡萄牙被指派為新西班牙總督，但他在上任後幾天即去世。他的一個孫女（Catalina Ventura）嫁給了詹姆斯·菲茨詹姆斯·斯圖亞特，英王詹姆斯二世的一個私生孫子。